# Prix Bristol des Lumières

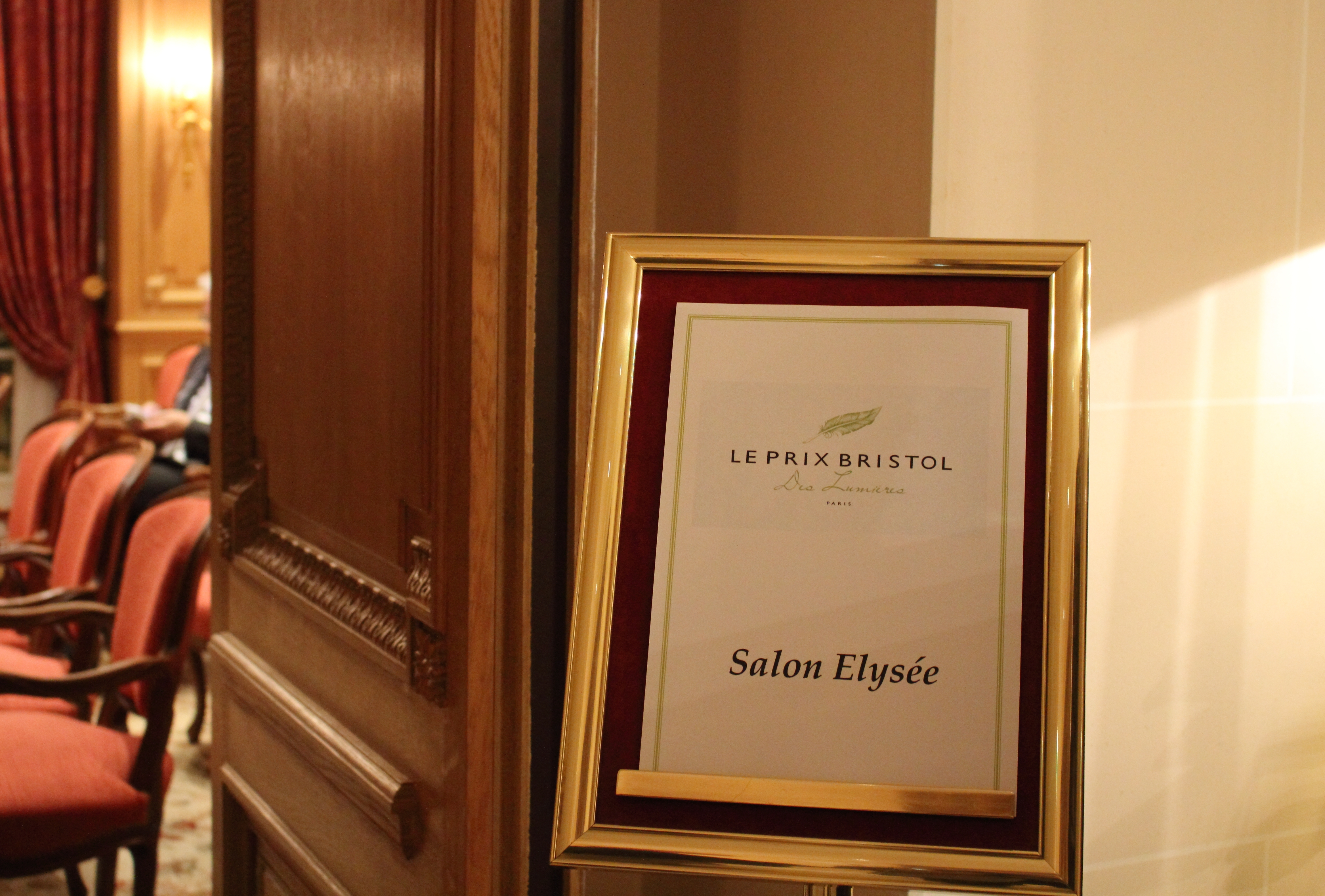
prix bristol des lumières 2015.

Le prix Bristol des Lumières est une récompense créée en 2014 en France.

## Vocation
Succédant au Prix Procope des Lumières, le prix Bristol des Lumières est  lancé à l’initiative de Florence Batisse-Pichet qui en est la secrétaire générale, afin de mettre à l’honneur un auteur pour un essai philosophique, politique ou de société, écrit en langue française et publié dans l’année. Depuis 2015, un essai étranger traduit est également récompensé. 
Destiné à rendre hommage aux philosophes des Lumières, ce prix a pour vocation de récompenser des ouvrages qui apportent une réflexion nouvelle, voire polémique, sur notre temps, dans la tradition de l'esprit critique, des libertés et de l'humanisme du XVIIIe. Chacun des deux lauréats reçoit un chèque d’un montant de 5 000 euros et un vase offert par la maison Baccarat.

## Le jury
Grâce au partenariat avec France Culture, le Prix Bristol des Lumières est le seul prix littéraire qui permet d’assister en toute transparence à la discussion et au vote d’un jury à l’occasion d’une émission spéciale « Du Grain à Moudre », produite et animée Hervé Gardette.
Présidé par Jacques Attali, le jury se compose de Christophe Barbier, André Bercoff, François de Closets, Alexandre Lacroix, Aude Lancelin, Géraldine Muhlmann, Olivier Poivre d’Arvor et Sandrine Treiner. Lors des éditions précédentes, il a également compté par ses membres  Malek Chebel†, Roger-Pol Droit, Luc Ferry, Caroline Fourest.

## Lauréats

### Essai en langue française
- 2014 : Olivier Rey, pour Une question de taille
- 2015 : Philippe-Joseph Salazar pour Paroles armées
- 2016 : Francis Wolff pour Il n’y a pas d’amour parfait

### Essai étranger traduit en langue française
- 2015 : Byung-Chul Han pour Dans la nuée, réflexions sur le numérique
- 2016 : Maurizio Bettini pour Éloge du polythéisme, Ce que peuvent nous apprendre les religions antiques